# Pueyo de Fañanás
Pueyo de Fañanás (Pueyo de Fanyanars en aragonés) es una localidad española del municipio de Alcalá del Obispo, perteneciente a la provincia de Huesca, en la comunidad autónoma de Aragón.

## Toponimia
El lugar puede aparecer referido con las grafías «Pueyo de Fañanás», «Pueyo-Fañanás», «Pueyo de Fañaná» y «Pueyo Fañanás».

## Historia
Hacia mediados del siglo XIX, el lugar, por entonces con ayuntamiento propio, tenía contabilizada una población de 235 habitantes. Aparece descrito en el decimotercer volumen del Diccionario geográfico-estadístico-histórico de España y sus posesiones de Ultramar de Pascual Madoz con las siguientes palabras:

PUEYO DE FAÑANA ó PUEYO FAÑANAS: l. con ayunt. en la prov., part. jud. y dióc. de Huesca (3 horas), aud. terr., c. g. de Zaragoza. sit. en una pequeña altura, al pie de una colina é inmediaciones del r. Guatizalema, con buena ventilacion y clima sano; las enfermedades comunes son fiebres intermitentes. Tiene 50 casas; una igl. parr. (San Pedro) cuyo curato es de cuarta clase, de patronato de los condes de Fuentes, y un cementerio en parage ventilado. El térm. confina: N. Fañana; E. Blecua y Torres de Montes; S. Argavieso, y O. el mismo y otra vez Fañanas. El terreno participa de monte y llano; es de mediana calidad, y mucha parte de regadío por las aguas del citado Guatizalema; le cruzan varios caminos locales de herradura, y la carretera provincial de Huesca á Monzon. prod.: trigo, cebada, avena, maiz, vino, patatas, legumbres y hortalizas; cria ganado vacuno y lanar. ind. fabricacion de paños, lienzos, estameñas y otras telas ordinarias. pobl.: 38 vec., 235 almas. cap. prod.: 38,235 rs. riqueza imp.: 51,960. contr.: 6,802.
(Madoz, 1849, p. 290)

El municipio de Pueyo de Fañanás desapareció en 1971 y el término se incorporó al de Alcalá del Obispo.

## Demografía
| Gráfica de evolución demográfica de Pueyo de Fañanás entre 1842 y 1970 |
| |
| Población de derecho según los censos de población del INE Población de hecho según los censos de población del INEEntre el censo de 1981 y el anterior, este municipio desaparece porque se integra en el municipio Alcalá del Obispo |

En 2023, la entidad singular de población tenía empadronados noventa habitantes y el núcleo de población, 88.